# John Francis Doerfler
John Francis Doerfler (Appleton, Wisconsin, 2 de noviembre de 1964) es un obispo católico estadounidense quien se desempeña actualmente como obispo de la Diócesis de Marquette.

## Biografía
Realizó sus primeros estudios en su natal Appleton donde se graduó en 1983. Estudió Filosofía en el Colegio de Santo Tomás en Saint Paul, Minnesota en 1987. Posteriormente fue enviado a continuar sus estudios eclesiásticos en la Pontificia Universidad Gregoriana en Roma donde estudió Teología Sagrada en 1990. En 1997 obtuvo la licenciatura en cánones en la Universidad Católica de América. Continuó sus estudios en el Instituto Juan Pablo II para el matrimonio y la familia.

## Sacerdocio
Fue ordenado sacerdote el 31 de junio de 1991 perteneciendo inicialmente a la Diócesis de Green Bay en Wisconsin.

## Episcopado
El 17 de diciembre de 2013 el Papa Francisco lo nombró XIII obispo de la Diócesis de Marquette en el estado de Míchigan instalándose el 11 de febrero de 2014.